# Liste der Monuments historiques in Escoussans
Die Liste der Monuments historiques in Escoussans führt die Monuments historiques in der französischen Gemeinde Escoussans auf.

## Liste der Objekte
| Bezeichnung               | Beschreibung                             | Standort                       | Kennzeichnung | Schutzstatus | Datum | Bild |
| ------------------------- | ---------------------------------------- | ------------------------------ | ------------- | ------------ | ----- | ---- |
| Glocke                    | Bronze, 1741 gegossen                    | in der Kirche St-Seurin (Lage) | PM33000495    | Classé       | 1942  |      |
| Skulptur Madonna mit Kind | Holz, polychrom gefasst, 18. Jahrhundert | in der Kirche St-Seurin (Lage) | PM33001316    | Inscrit      | 1978  |      |
| Tabernakel                | Holz, 17. Jahrhundert                    | in der Kirche St-Seurin (Lage) | PM33001315    | Inscrit      | 1978  |      |